# Kościół Matki Bożej Wspomożenia Wiernych w Piekarach Śląskich
Kościół Matki Bożej Wspomożenia Wiernych w Dąbrówce Wielkiej – rzymskokatolicki kościół parafialny, w Piekarach Śląskich, w dzielnicy Dąbrówka Wielka, w województwie śląskim. Należy do dekanatu Piekary Śląskie archidiecezji katowickiej.

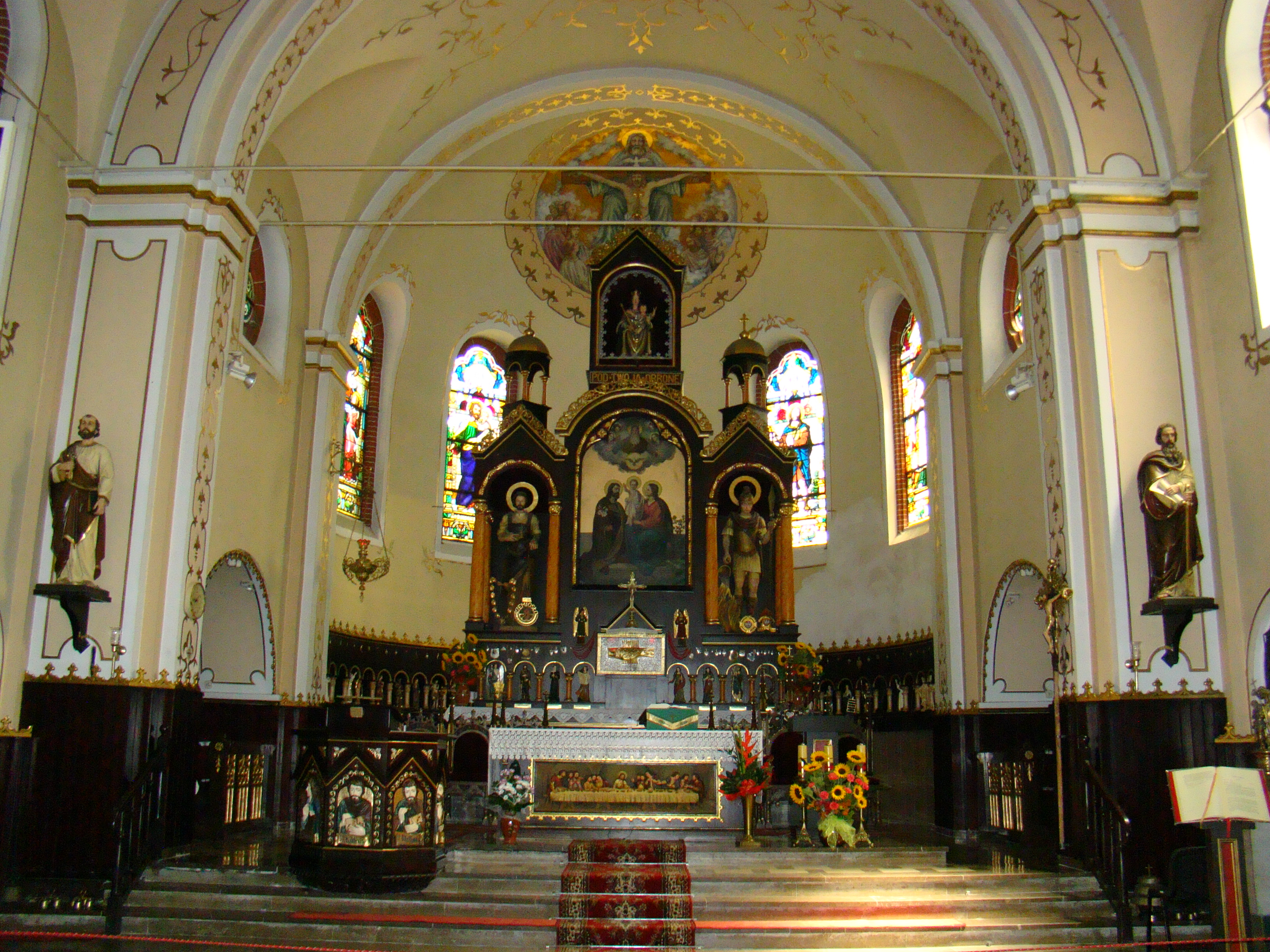
Wnętrze (2014)

Świątynia została wybudowana w latach 1882–1883 jako kaplica według projektu Paula Jackischa, następnie została rozbudowana w latach 1902–1903 według projektu Ludwiga Schneidera, konsekrowana w 1903 roku. Budowla reprezentuje styl neoromański. Od strony południowej jest wmurowana tablica ofiar lat 1914-1918 oraz 1919-1921..